# Boletim de serviço
Boletim de serviço (BS) é um documento emitido pelo fabricante do produto aeronáutico (aeronave, motor, equipamento e componente), com o objetivo de corrigir falha ou mau funcionamento deste produto ou nele introduzir modificações e/ou aperfeiçoamentos, ou ainda visando à implantação de ação de manutenção ou manutenção preventiva aditiva àquelas previstas no programa de manutenção básico do fabricante.
Um BS, mesmo classificado como "mandatório" pelo fabricante, somente terá caráter mandatório quando a ANAC ou a autoridade aeronáutica do país de origem do produto aeronáutico emitir uma Diretriz de Aeronavegabilidade ou estabelecer no próprio Boletim de Serviço o seu caráter mandatório, ou quando incorporado por referência através de outro documento mandatório.
São publicações emitidas pelo fabricante do avião, motor ou acessórios, para recomendar uma inspeção especial e concreta, ou para fornecer normas de reparação de uma avaria detectada. Após a emissão do boletim é afixada uma placa com a identificação original, com as informações das eventuais modificações introduzidas, sendo que as informações devem respeitar o Boletim de Serviço emitido pelo fabricante ou por outro documento equivalente também emitido pelo fabricante.